# 17. červen
17. červen je 168. den roku podle gregoriánského kalendáře (169. v přestupném roce). Do konce roku zbývá 197 dní. Tento den má jmeniny Adolf a Adina.

## Události

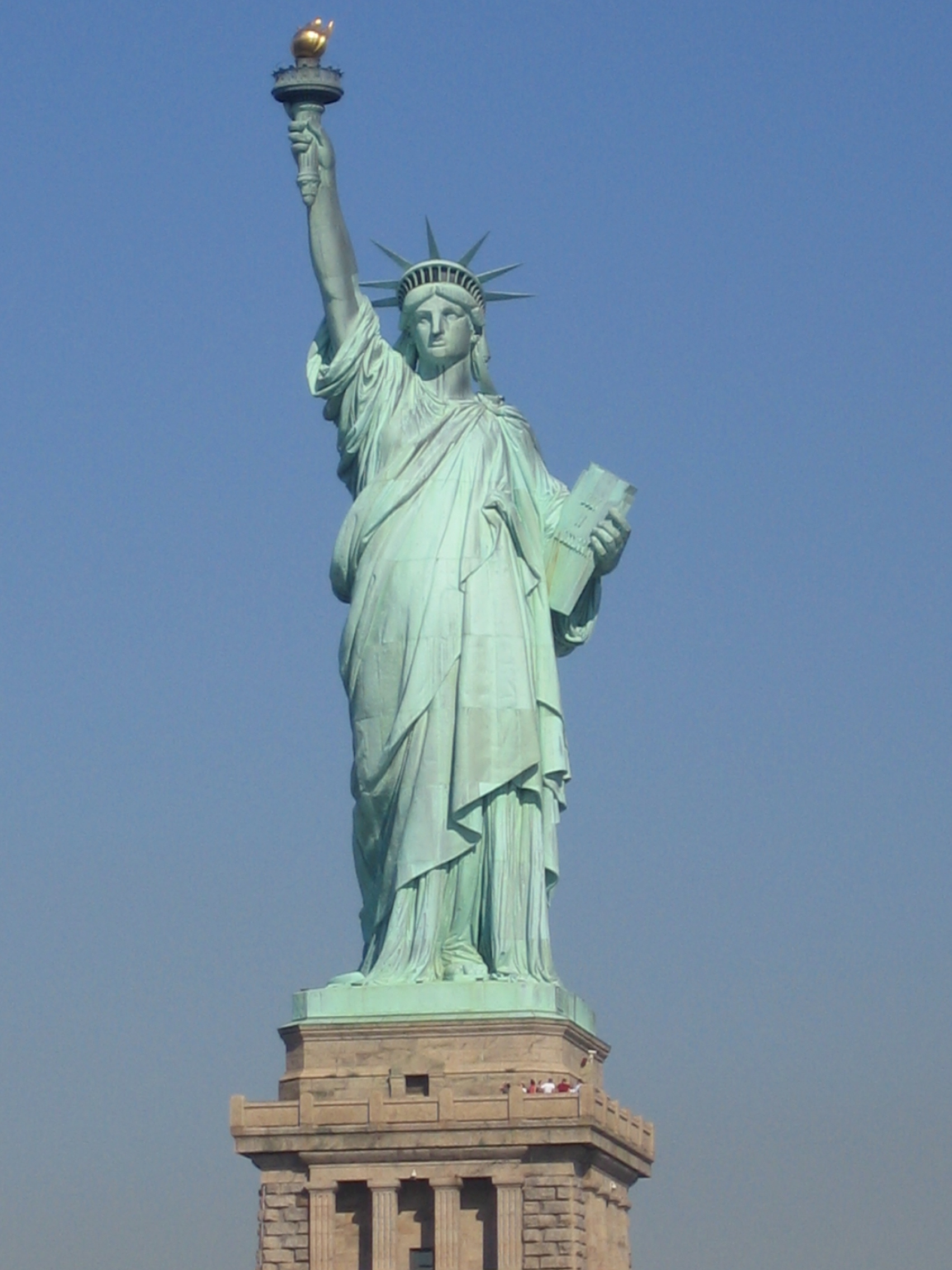
Socha svobody

### Česko
- 1312 – Jan Lucemburský dal své manželce zeměpanský dvůr na Starém Brně pro nově založený klášter dominikánek u sv. Anny.
- 1412 – Jan Hus a Jeroným Pražský vystupují proti prodeji odpustků na půdě pražské univerzity.
- 1834 – Německý skladatel Richard Wagner přijíždí na první návštěvu Čech. Ubytoval se v hotelu U krále pruského v Teplicích, kde strávil několik týdnů, a poté se vydal do Prahy, aby si poslechl zdejší operní soubor a uvážil možnost angažování některých pěvců v Magdeburku, kde se stal kapelníkem.
- 1848
  - Při krveprolití v Běchovicích bylo zastřeleno 7 lidí.
  - Panslovanský kongres, vedený Palackým, požadoval transformaci Rakouského císařství do federace rovnocenných národů.
  - Po pěti dnech bojů se město Praha vzdalo generálu Windischgrätzovi, tak skončilo červnové povstání roku 1848.
- 1900 – Vznik značného počtu nových českých politických stran si vynutil vytvoření Národní rady české, která měla sjednocovat jejich postup.
- 1903 – Stavební komise rozhodla o postavení rozhledny na Pradědu.
- 1948 – V Praze začal provoz autobusového nádraží na Florenci
- 1966 – Ve Vrchlabí odstartoval první ročník Krakonošovy stovky, nejstaršího a nejobtížnějšího dosud pořádaného stokilometrového dálkového pochodu na českém území, s celkovým převýšením cca 3800 metrů.
- 1981 – Prezident Gustáv Husák jmenoval novou vládu ČSSR v čele s předsedou Lubomírem Štrougalem. Na ustavující schůzi se předsedou nově zvoleného Federálního shromáždění stal Alois Indra
- 1992 – Vládní představitelé Česka a Slovenska se schází potřetí aby prodiskutovali tvorbu federální vlády
- 1999
  - Český Senát potvrdil rozhodnutí Poslanecké sněmovny vyslat do Kosova v rámci mírových sil NATO českou jednotku.
  - První stávku v České republice po sametové revoluci vyhlásili zaměstnanci Velamosu, kterým podnik zadržoval mzdy
- 2007 – Umělecká skupina Ztohoven napadla vysílání České televize a v pořadu Panorama odvysílala záběry fiktivního jaderného výbuchu v Černém Dole.
- 2008 – Začíná „velký kuřimský soud" s šesti obžalovanými.
- 2013 – Premiér Petr Nečas oznámil, že podává demisi na funkci předsedy vlády. Učinil tak po nedělním večerním zasedání grémia ODS, které jednalo paralelně se schůzkou špiček koalice. Skončí také na postu šéfa ODS.

### Svět
- 0653 – Papež Martin I. byl na příkaz císaře Konstanse II. zajat a unesen do Konstantinopole.
- 0656 – Alí ibn Abí Tálib zvolen 4. kalífem Rášidského kalifátu
- 0676 – Adeodatus končí jako 68. katolický papež, jeho nástupcem bude Donus
- 1094 – Valencia ve Španělsku je opět v křesťanských rukou, dobyta zpět El Cidem po 20měsíčním obléhání
- 1156 – Fridrich I. Barbarossa se ve Würzburgu oženil s Beatricí Burgundskou
- 1397 – Na Švédském hradě Kalmar za vlády Markéty I. vznikl důležitý dokument, který mimo jiné říká, že "království dánské, švědské a norské zavazují se, že budou uznávat jen jediného společného panovníka". Rodí se Kalmarská unie
- 1462 – Valašská jízda vedená knížetem Vladem Napichovačem v noci zaútočila na hlavní tábor osmanských vojsk táhnoucích na hlavní město Valašska Târgovişte a téměř se jí podařilo zabít sultána Mehmeda II. Krvavý boj nakonec skončil nerozhodně.
- 1565 – Velké obležení Malty: Při obléhání St. Elmo byl smrtelně raněn Turgut Reis.
- 1775 – Americká válka za nezávislost: Britové se střetli s Kontinentální armádou v krvavé bitvě u Bunker Hillu.
- 1826 – Sultán Mahmut II. vydal dekret o zrušení janičářského sboru.
- 1885 – Socha svobody připlula do New Yorku.
- 1940 – Pobaltské státy Estonsko, Litva a Lotyšsko byly anektovány Sovětským svazem.
- 1944 – Island vyhlásil nezávislost na Dánsku a stal se republikou.
- 1953 – Povstání dělníků v NDR.
- 1963 – Nejvyšší soud USA rozhodl, že zákon vyžadující modlitbu před vyučováním ve státních školách je protiústavní a nemůže být vyžadován.
- 1972 – Došlo k vloupání do ústředí Demokratické strany v komplexu Watergate, které vyústilo v aféru Watergate a posléze odstoupení Richarda Nixona z úřadu prezidenta USA.
- 1985 – Start mise STS-51-G raketoplánu Discovery, které se zúčastnil Sultán bin Salmán. Stal se tak prvním Arabem ve vesmíru.
- 2015 – V americkém Charlestonu zemřelo 9 osob při masově střelbě v kostele Africké metodistické episkopální církve.
- 2017
  - V Grónsku vzniklo tsunami, které zasáhlo osady Nuugaatsiaq a Illorsuit. 4 lidé zemřeli a 9 bylo zraněno, přičemž 2 z nich byli těžce zraněni.
  - V Portugalsku vypukla série lesních požárů, které zabily nejméně 64 lidí a zničily několik vesnic.

## Narození

### Česko

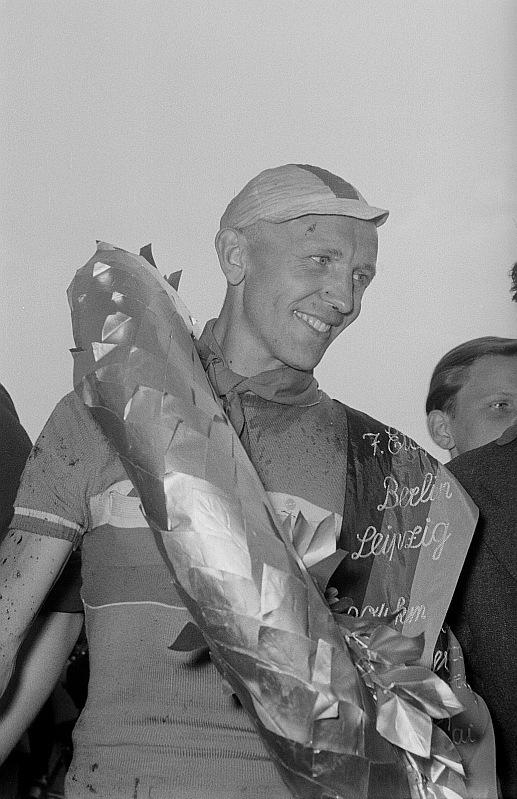
Jan Veselý (* 1923)

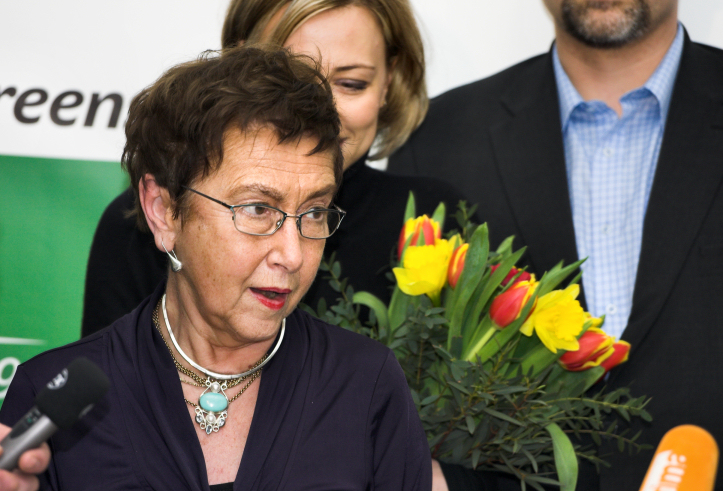
Jiřina Šiklová (* 1935)

- 1839 – Robert Nápravník, novinář a překladatel († 28. února 1877)
- 1863 – Růžena Jesenská, spisovatelka († 14. července 1940)
- 1864
  - Rudolf Jaroslav Kronbauer, český novinář a spisovatel († 25. března 1915)
  - Eduard Šittler, kanovník kapituly sv. Petra a Pavla na Vyšehradě († 8. června 1932)
- 1876 – Jan Čapek, český legionář († 17. června 1918)
- 1881 – Jindřich Ferenc, český hudební skladatel a básník († 24. června 1958)
- 1883 – Josef Kotek, novinář, příslušník prvního odboje († 23. prosince 1914)
- 1885 – Vratislav Nechleba, český malíř († 26. července 1965)
- 1895 – Adolf Klimek, politik, účastník odboje, emigrant († 22. března 1990)
- 1899 – Josef Urban, český zápasník, stříbro na OH 1932 († 2. září 1968)
- 1900 – Karel Lidický, sochař a medailér († 21. května 1976)
- 1909 – Karel Höger, herec († 1977)
- 1923
  - Jan Veselý, cyklista († 10. února 2003)
  - Radúz Činčera, scenárista a režisér († 28. ledna 1999)
- 1924 – Miroslav Novák, japanolog, literární teoretik a překladatel († 24. února 1982)
- 1928
  - Ferdinand Havlík, klarinetista, hudební aranžér, skladatel a kapelník († 28. října 2013)
  - Ivo Pondělíček, sexuolog, malíř a filmový teoretik († 20. prosince 2019)
- 1929 – Jan Novotný, sklářský výtvarník a malíř († 23. ledna 2005)
- 1931 – Otakar Binar, architekt
- 1935 – Jiřina Šiklová,  socioložka a publicistka
- 1942 – Karel Ježek, odborník na informatiku a politik
- 1943 – Karel Matějka,  jaderný fyzik († 15. března 2008)
- 1945 – Miroslav Konrád,  akademický malíř
- 1947 – Ladislav Horáček, nakladatel († 21. července 2015)
- 1948 – Vladimír Petříček, veslař, stříbrná a bronzová na OH 1972
- 1950 – Vladimír Dolejš, publicista
- 1954 – Vladimír Obr, malíř, fotograf, multimediální umělec a filosof
- 1960 – Karel Mach, politik
- 1977 – Robert Jindra, dirigent
- 1980 – Jiří Havelka, divadelní režisér, dramatik, herec
- 1982 – Zuzana Kajnarová Říčařová, herečka

### Svět

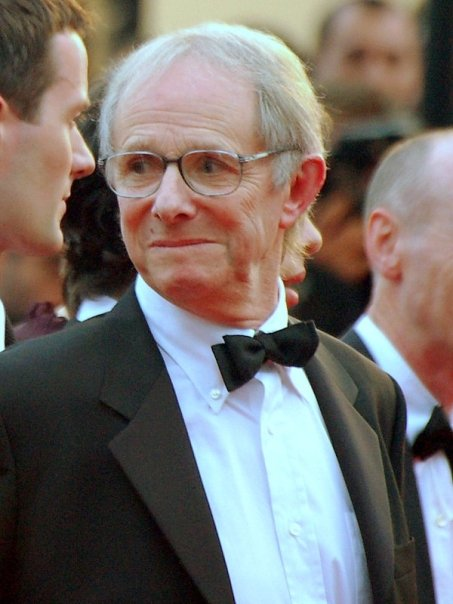
Ken Loach (* 1936)

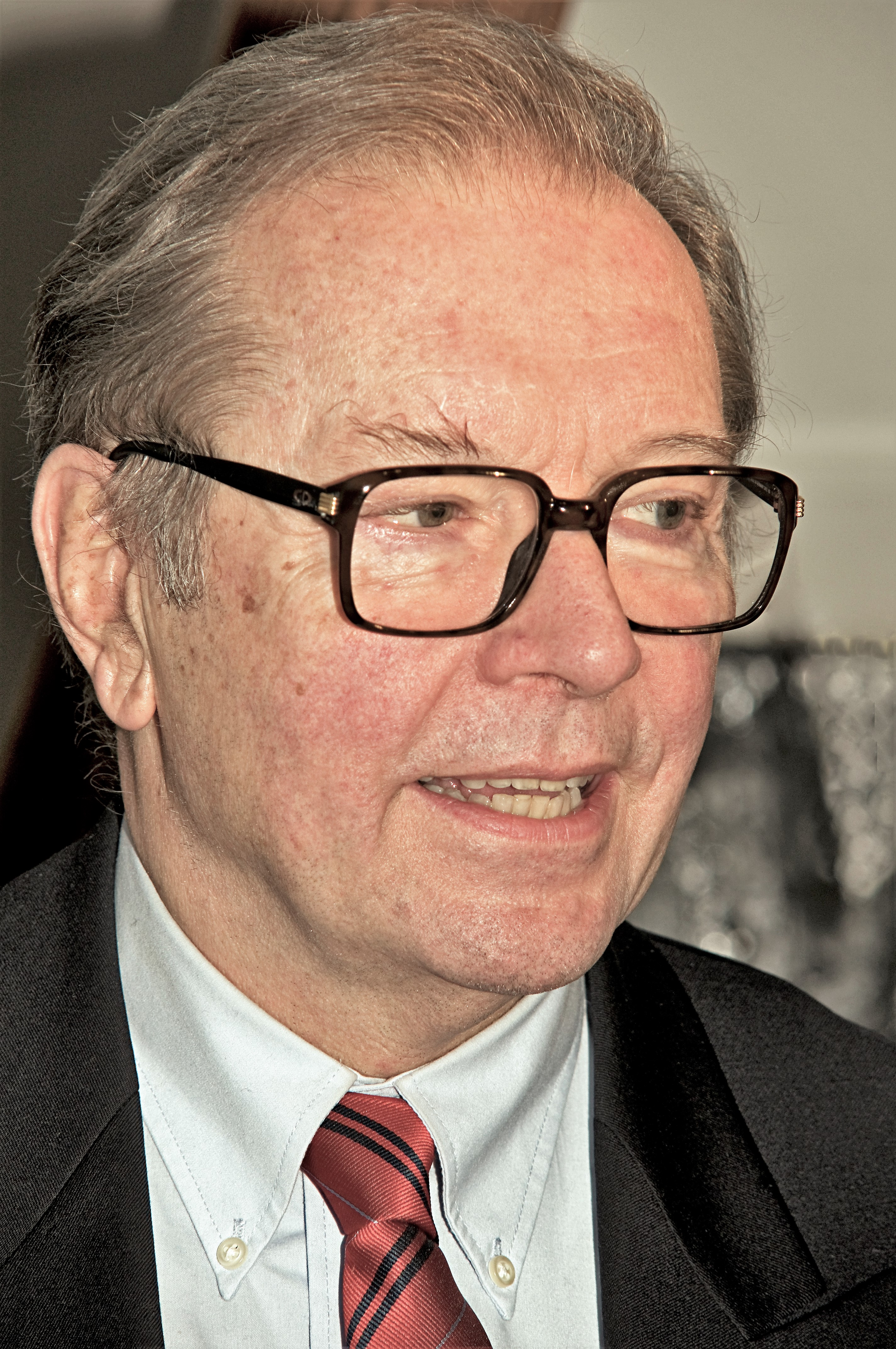
Krzysztof Zanussi (* 1939)

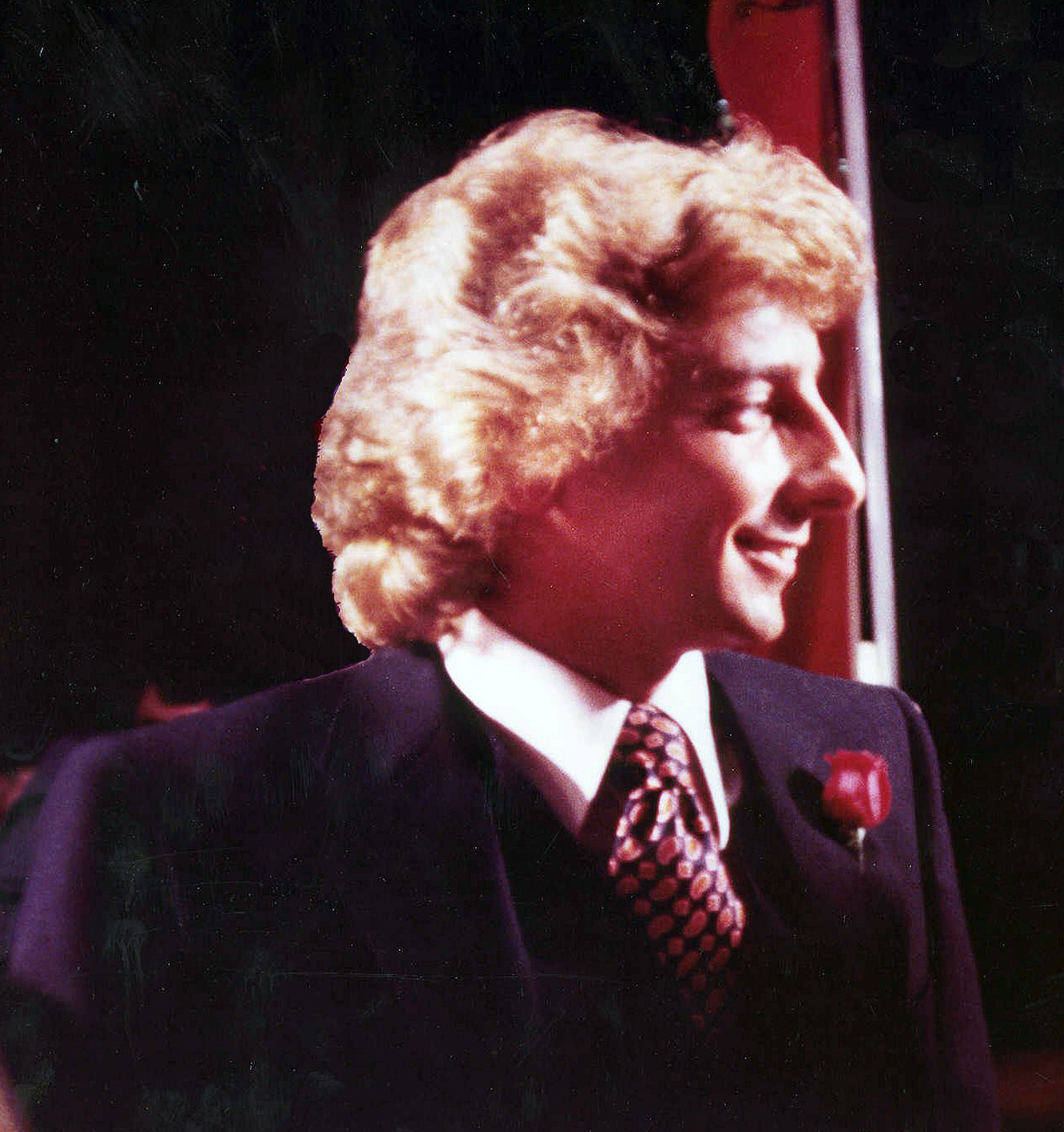
Barry Manilow (* 1943)

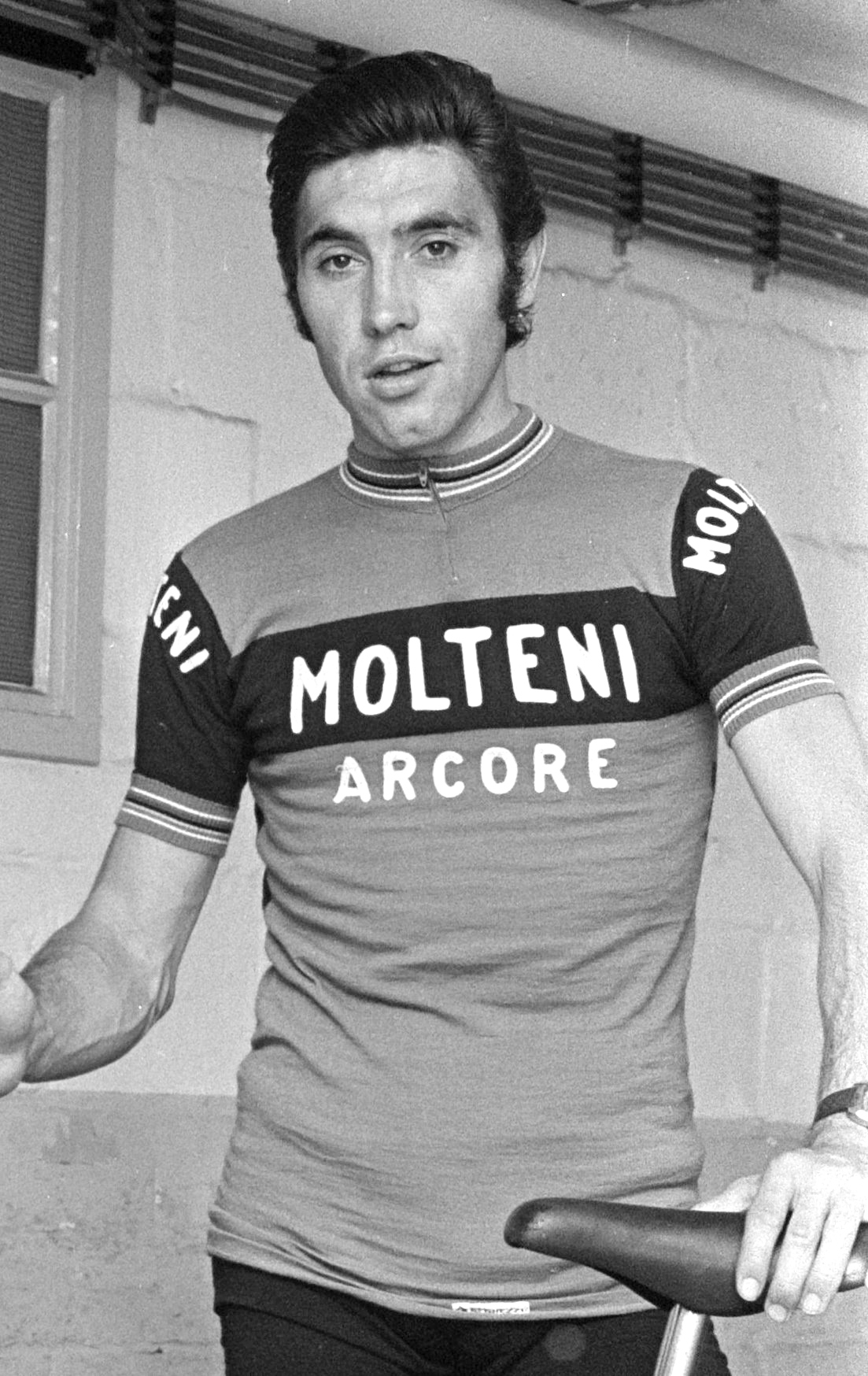
Eddy Merckx (* 1945)

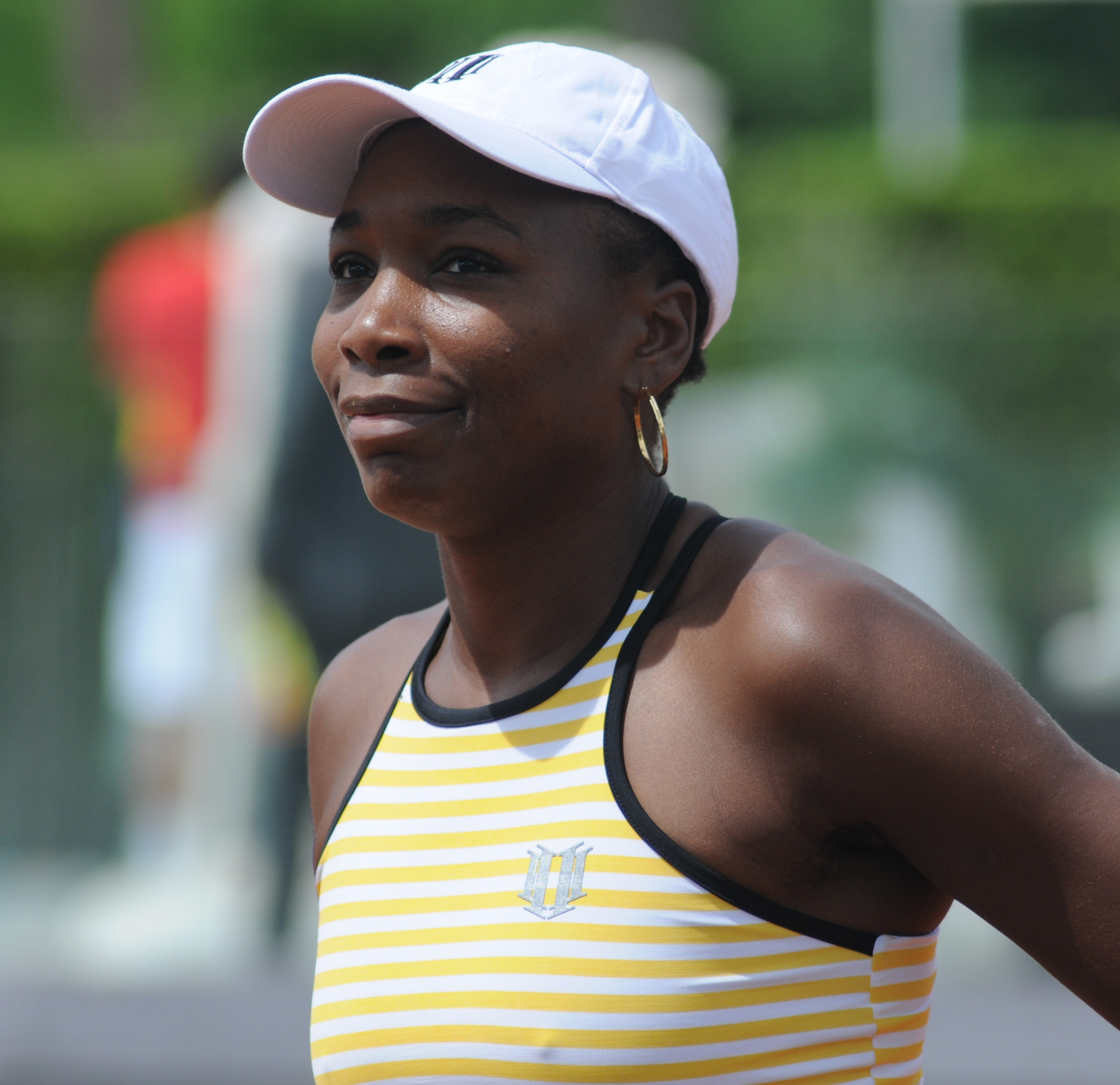
Venus Williamsová (* 1980)

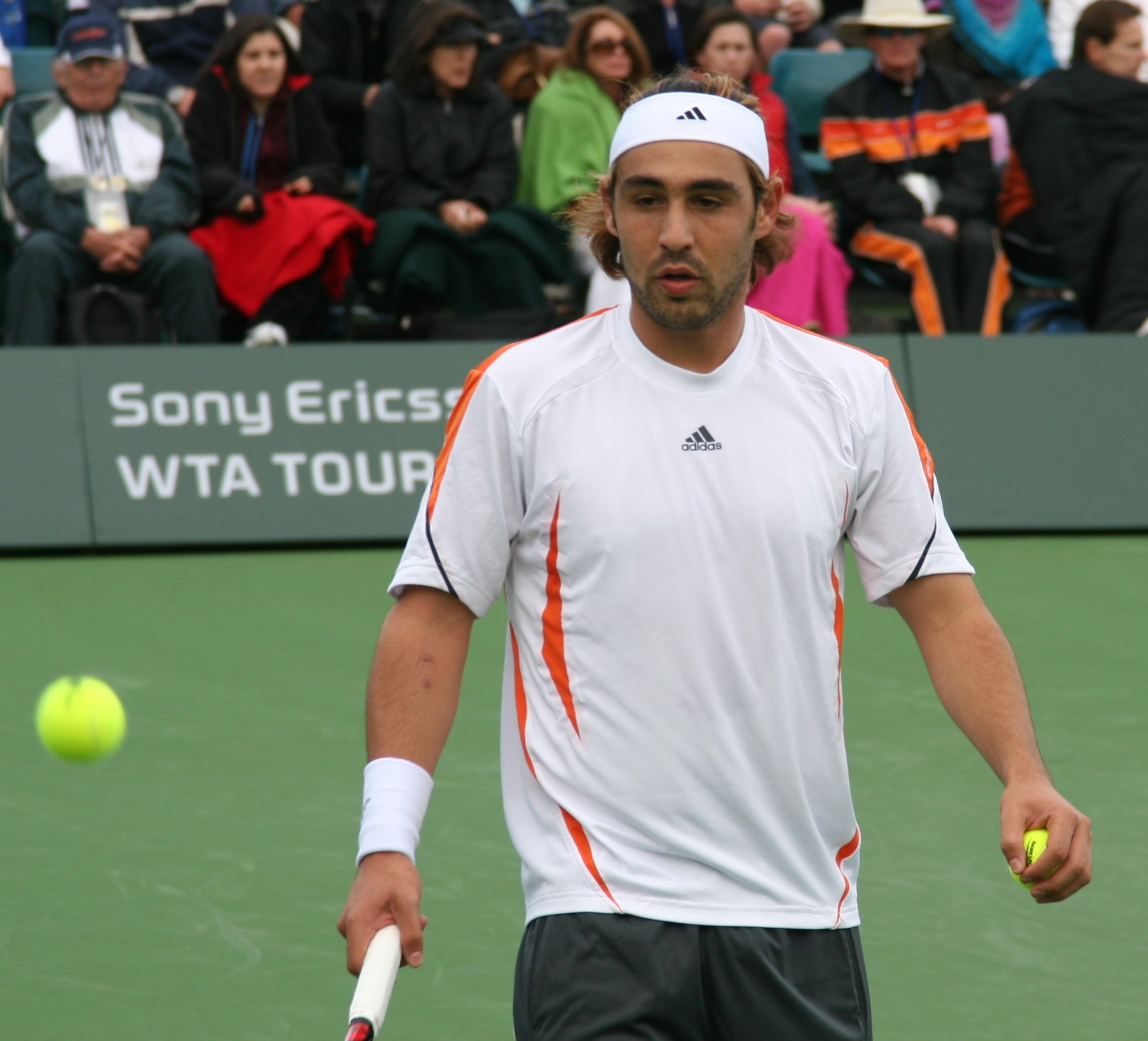
Marcos Baghdatis (* 1985)

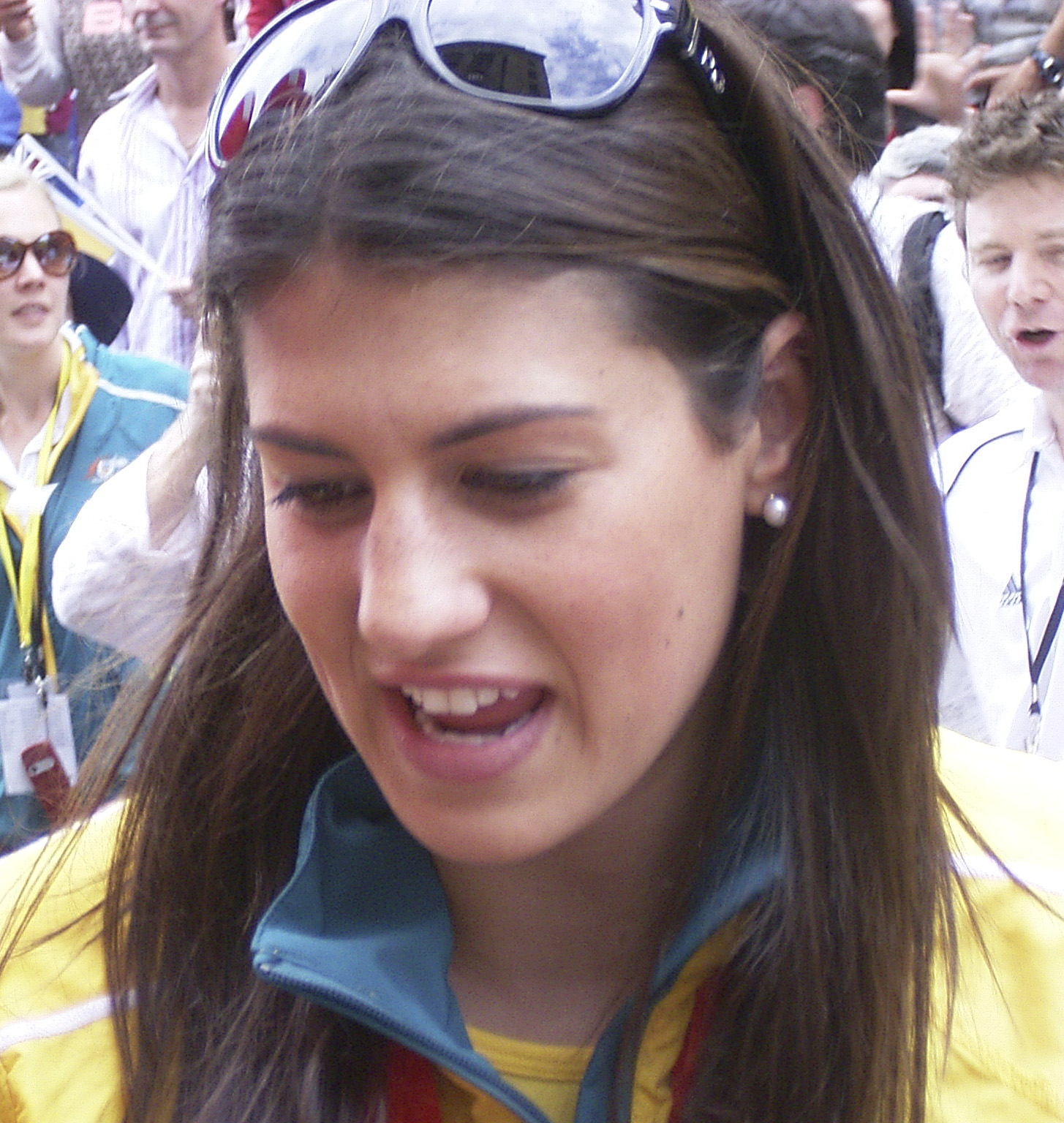
Stephanie Rice (* 1988)

- 1239 – Eduard I., anglický král († 7. července 1307)
- 1603 – svatý Josef Kopertinský, italský františkánský mnich († 18. září 1663)
- 1604 – Jan Mořic Nasavsko-Siegenský, nizozemský šlechtic († 20. prosince 1679)
- 1626 – Henrietta Marie Falcká, falcká princezna, hraběnka z Mukačeva († 18. září 1651)
- 1682 – Karel XII., švédský král († 30. listopadu 1718)
- 1691 – Giovanni Paolo Pannini, italský malíř a architekt († 21. října 1765)
- 1703 – John Wesley, anglický teolog († 2. března 1791)
- 1775 – Gabriel Csepcsányi, maďarsko-slovenský matematik († 5. února 1841)
- 1797 – Alexandre Vinet, švýcarský teolog a literární historik († 4. května 1847)
- 1799 – Jean-Baptiste Alphonse Dechauffour de Boisduval, francouzský lékař a přírodovědec († 30. prosince 1879)
- 1800 – William Parsons, irský astronom († 31. října 1867)
- 1808 – Henrik Wergeland, norský spisovatel a básník († 12. července 1845)
- 1818
  - Žofie Württemberská, nizozemská královna († 3. června 1877)
  - Charles Gounod, francouzský skladatel († 18. října 1893)
- 1825 – Elena Cuza, moldavská a rumunská šlechtična († 2. dubna 1909)
- 1832
  - George Babcock, americký vynálezce a konstruktér († 16. prosince 1893)
  - William Crookes, britský chemik a fyzik († 4. dubna 1919)
- 1837 – Alexander Skene, skotský gynekolog († 4. července 1900)
- 1838 – Frederick Hollyer, anglický fotograf a grafik († 21. listopadu 1933)
- 1863 – Karel Michal Meklenburský, meklenburský vévoda († 6. prosince 1934)
- 1869 – Alois Maria Adolf z Lichtenštejna, knížecí princ a držitel Řádu zlatého rouna († 16. března 1955)
- 1880
  - Paul Haviland, americký fotograf a spisovatel († 21. prosince 1950)
  - Carl van Vechten, americký spisovatel a fotograf († 21. prosince 1964)
- 1881 – Emil Leeb, generál dělostřelectva nacistického Německa († 8. září 1969)
- 1882
  - Adolf Fridrich VI. Meklenburský, poslední meklenbursko-střelický velkovévoda († 23. února 1918)
  - Igor Fjodorovič Stravinskij, ruský hudební skladatel († 6. dubna 1971)
- 1888 – Heinz Guderian, německý generál († 14. května 1954)
- 1891 – Olga Khokhlova, rusko-ukrajinská baletka († 11. února 1955)
- 1897 – Trajčo Kostov, generální tajemník Bulharské komunistické strany († 16. prosince 1949)
- 1898
  - M. C. Escher, nizozemský výtvarník († 27. března 1972)
  - Harry Patch, bývalý britský voják, veterán první světové války († 25. července 2009)
- 1900
  - Martin Bormann, nacistický válečný zločinec († 2. května 1945)
  - Hubert Jedin, německý církevní historik († 16. července 1980)
- 1901 – Miklós Nyiszli, maďarský a rumunský lékař a spisovatel († 5. května 1956)
- 1902 – Wolfgang Weber, německý novinářský fotograf († 5. března 1985)
- 1903 – William Vallance Douglas Hodge, skotský matematik († 7. červenec 1975)
- 1904 – Ralph Bellamy, americký filmový a televizní herec († 29. listopadu 1991)
- 1905 – Jozef Lettrich, slovenský politik († 29. listopadu 1969)
- 1908 – Barbora Zsigmondiová, slovenská fotografka († 2. března 1978)
- 1909 – Régine Pernoudová, francouzská historička († 22. dubna 1998)
- 1911 – Viktor Někrasov, ruský spisovatel († 3. září 1987)
- 1916 – Luigi Scarabello, italský fotbalista († 2. července 2007)
- 1918 – Adžán Čá, buddhistický meditační učitel († 16. ledna 1992)
- 1920 – François Jacob, francouzský lékař, fyziolog a genetik, Nobelova cena za fyziologii a lékařství 1965 († 19. dubna 2013)
- 1922 – Lili Zografu, řecká spisovatelka a levicová politická aktivistka († 2. října 1998)
- 1923 – Anthony Joseph Bevilacqua, filadelfský arcibiskup a kardinál († 31. ledna 2012)
- 1927 – András Sütő, maďarský spisovatel († 30. září 2006)
- 1928 – Petr Seiiči Širajanagi, japonský arcibiskup Tokia, kardinál († 30. prosince 2009)
- 1929 – Tigran Petrosjan, arménský šachista, mistr světa v šachu († 13. srpna 1984)
- 1930
  - Romuald Twardowski, litevský hudební skladatel
  - Ernest Šmigura, slovenský herec († 26. července 2007)
- 1933 – Christian Ferras, francouzský houslista († 14. září 1982)
- 1936 – Ken Loach, anglický filmový režisér
- 1937
  - Ted Nelson, americký sociolog, filozof a průkopník informačních technologií
  - Clodovil Hernandes, brazilský módní návrhář, televizní moderátor a politik († 17. března 2009)
- 1939 – Krzysztof Zanussi, polský režisér a scenárista
- 1942 – Mohamed El Baradei, ředitel Mezinárodní agentury pro atomovou energii
- 1943
  - Newt Gingrich, 58. předseda Sněmovny reprezentantů Spojených států amerických
  - Barry Manilow, americký zpěvák a skladatel
- 1944
  - Peter Giles, britský baskytarista a zpěvák
  - Chris Spedding, britský rockový a jazzový kytarista
  - Žanna Bičevská, ruská písničkářka
- 1945
  - Eddy Merckx, belgický silniční cyklista, pětinásobný vítěz Tour de France
  - Ken Livingstone, britský politik
- 1947
  - Stephen Quay, výtvarník a filmový režisér
  - Timothy Quay, výtvarník a filmový režisér
  - Guy Evans, anglický progresivně rockový bubeník, perkusionista a skladatel
- 1949 – Snakefinger, britský hudebník a multiinstrumentalista († 1. července 1987)
- 1950 – Lee Tamahori, novozélandský filmový režisér
- 1957 – Jon Gries, americký herec, scenárista a režisér
- 1958 – Jello Biafra, americký zpěvák a politický aktivista
- 1960 – Thomas Haden Church, americký herec, scenárista a režisér
- 1962
  - Michael Monroe, finský hudebník
  - Lio, belgická zpěvačka
  - Viola Amherdová, švýcarská politička
- 1964 – Michael Gross, německý plavec, olympijský medailista
- 1965 – Dan Jansen, americký rychlobruslař, olympijský medailista
- 1967 – Zinho, brazilský fotbalista
- 1971 – Paulina Rubio, mexická zpěvačka
- 1973 – Leander Paes, indický tenista
- 1976
  - Dušan Vemić, srbský tenista
  - Scott Adkins, anglický herec
- 1980 – Venus Williamsová, americká tenistka
- 1982
  - Marek Svatoš, slovenský lední hokejista († 5. listopadu 2016)
  - Jodie Whittaker, britská herečka
  - Alex, brazilský fotbalista
- 1984 – John Gallagher, americký herec a hudebník
- 1985 – Marcos Baghdatis, kyperský tenista
- 1986
  - Helen Gloverová, britská veslařka, olympijská medailistka
  - Marie Avgeropoulos, kanadská herečka
- 1987
  - Ľuboš Kamenár, slovenský fotbalista
  - Kendrick Lamar, americký rapper
- 1988 – Stephanie Riceová, australská plavkyně, olympijská vítězka
- 1990
  - Alan Dzagojev, ruský fotbalista
  - Jordan Henderson, britský fotbalista
  - Joel Robles, španělský fotbalový brankář
- 1992 – Vaea Fifita, tonžský ragbista
- 1993 – Nikita Kučerov, ruský lední hokejista
- 1994 – Alexandr Barabanov, ruský lední hokejista
- 1995
  - Clément Lenglet, francouzský fotbalista
  - Anamarija Lampičová, slovinská biatlonistka
- 1997
  - K. J. Apa, novozélandský herec
  - Alexandr Bublik, kazachstánský tenista
- 1999 – Jelena Rybakinová, kazachstánská tenistka

## Úmrtí

### Česko

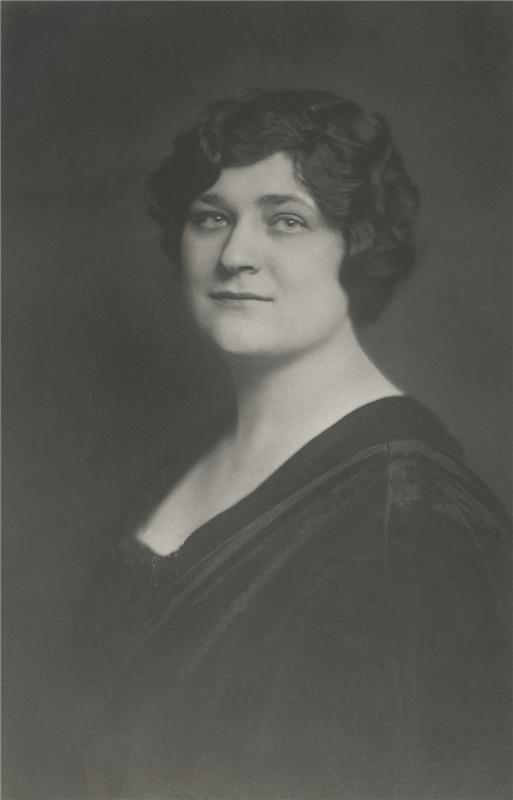
Růžena Nasková († 1960)

- 1400 – Jan z Jenštejna, arcibiskup pražský (* 1350)
- 1718 – Maxmiliána Zásmucká ze Zásmuk, česká šlechtična, premonstrátka a vizionářka (* 3. května 1655)
- 1755 – Jan Hiebel, český malíř-freskař bavorského původu (* 1681)
- 1757 – Mořic Grimm, brněnský architekt německého původu (* 3. dubna 1669)
- 1767 – Norbert Grund, malíř období rokoka (* 4. prosince 1717)
- 1853 – Klement Antonín Zahrádka, opat kláštera v Oseku u Duchcova (* 10. ledna 1786)
- 1864 – Friedrich Kolenati, český zoolog, botanik, geolog, cestovatel a lékař (* 12. září 1812)
- 1878 – Andreas Ludwig Jeitteles, lékař a pedagog (* 24. listopadu 1799)
- 1890 – Kuneš Kunz, organizátor českojazyčného školství v Brně (* 18. února 1846)
- 1891 – Karel Urbanec, český bankéř (* 30. ledna 1845)
- 1903 – Jan Radimský, český šlechtic a politik (* 20. května 1840)
- 1907 – Adolf Kubeš, historik a filolog (* 31. ledna 1845)
- 1912 – Hanuš Schwaiger, český malíř, tvůrce fantaskních obrazů (* 28. června 1854)
- 1913
  - Jan Evangelista Šťastný, český pedagog a autor učebnic (* 6. prosince 1824)
  - Tomáš Eduard Šilinger, český katolický politik (* 16. prosince 1866)
- 1917 – Jan Čapek, český legionář (* 17. června 1876)
- 1926 – Anton Foerster, český skladatel, dirigent a hudební pedagog (* 20. prosince 1837)
- 1932 – Felix Téver, (Anna Lauermannová), česká spisovatelka (* 15. prosince 1852)
- 1934 – Imrich Parák, československý ekonom a politik (* 4. září 1868)
- 1942
  - Jan Zelenka-Hajský, starosta sokolské župy, bojovník proti nacismu (* 3. března 1895)
  - Marie Moravcová, členka Dobrovolných sester Československého červeného kříže a protinacistického odboje (24. srpna 1898)
- 1948 – František Kroiher, československý politik (* 2. prosince 1871)
- 1951 – Václav Šára, sochař, malíř a grafik (* 28. listopadu 1893)
- 1956 – Jan Sergěj Ingr, československý generál, legionář, ministr národní obrany (* 2. září 1894)
- 1957 – Otakar Nejedlý, malíř (* 14. března 1883)
- 1960
  - Karel Němec, český malíř a grafik (* 25. října 1879)
  - Růžena Nasková, herečka (* 28. listopadu 1884)
- 1969 – František Illek, český fotograf (* 14. září 1904)
- 1978 – Zdenek Seydl, malíř (* 29. dubna 1916)
- 1982 – Zdeněk Kalista, historik, básník, literární kritik a překladatel (* 22. července 1900)
- 1991 – Zdena Fibichová, česká sochařka, keramička a malířka (* 9. prosince 1933)
- 2011 – Dušan Pálka, český karikaturista a fotograf (* 3. listopadu 1942)

### Svět
- 0676 – Adeodatus, papež (* ?)

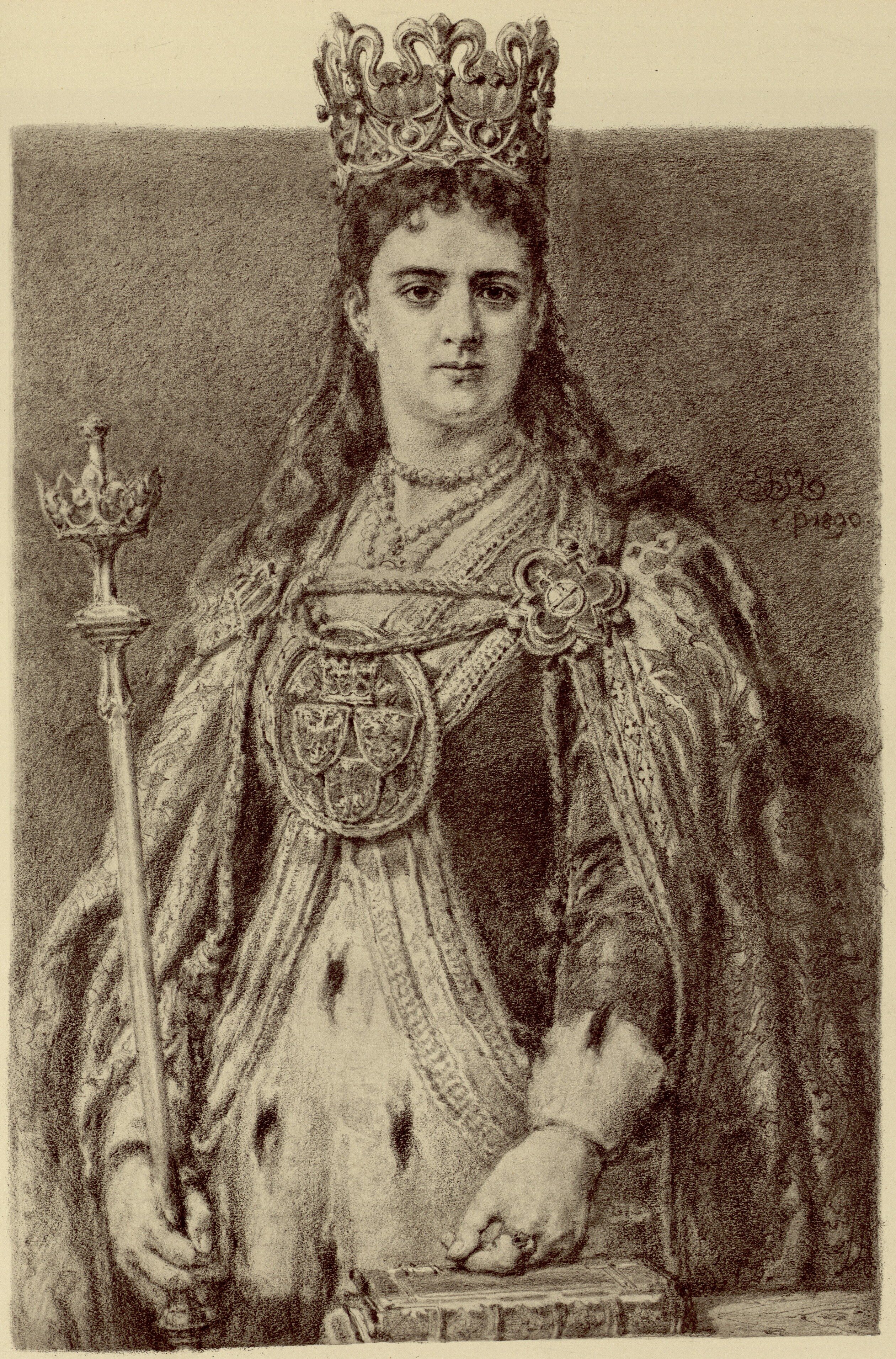
Svatá Hedvika († 1399)

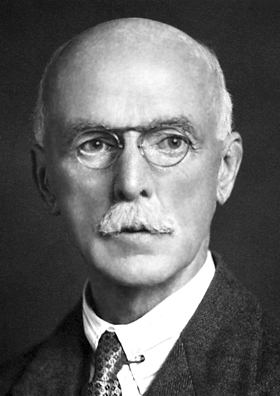
Arthur Harden († 1940)

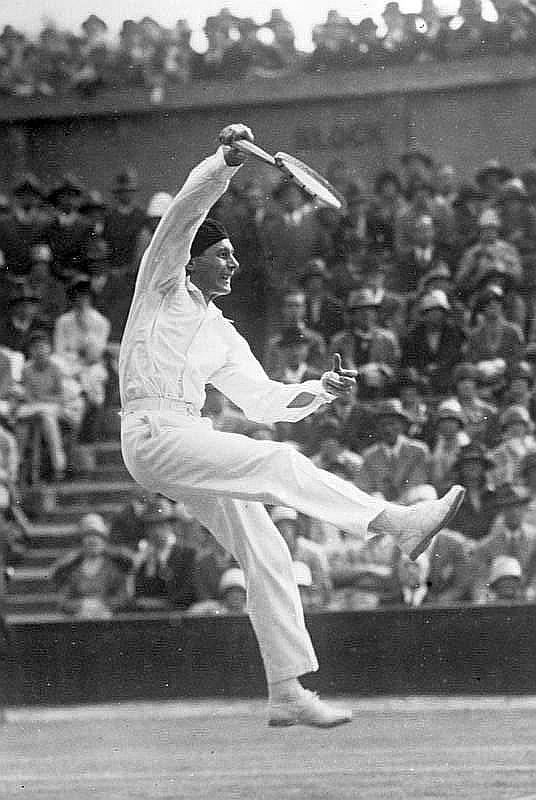
Jean Borotra († 1994)

- 1025 – Boleslav Chrabrý, první polský král (* 967)
- 1277 – Trần Thái Tông, vietnamský císař (* 17. července 1218)
- 1501 – Jan I. Olbracht, polský král (* 27. prosince 1459)
- 1692 – František Antonín von Losenstein, římskokatolický církevní hodnostář (* 1642)
- 1696 – Jan III. Sobieski, polský král (* 17. srpna 1629)
- 1719 – Joseph Addison, anglický politik a spisovatel (* 1. května 1672)
- 1734 – Claude de Villars, francouzský generál a jeden z nejlepších francouzských vojevůdců (* 8. května 1653)
- 1797 – Agá Muhammad Chán, první perský šáh z rodu Kádžárovců (* 1742)
- 1846 – Jean Gaspard Deburau, francouzský mim a herec narozený v Čechách (* 31. července 1796)
- 1894 – William Hart, americký malíř (* 31. března 1823)
- 1897 – Sebastian Kneipp, německý kněz a léčitel (* 17. května 1821)
- 1901 – Cornelius Gurlitt, německý hudební skladatel (* 10. února 1820)
- 1904 – Nikolaj Ivanovič Bobrikov, ruský generál, generální guvernér Finského velkoknížectví (* 27. ledna 1839)
- 1905
  - Alois Riegl, rakouský historik umění a památkář (* 14. ledna 1858)
  - Máximo Gómez, kubánský generál (* 18. listopadu 1836)
- 1906 – Harry Nelson Pillsbury, americký šachový mistr (* 5. prosince 1872)
- 1911 – Othmar Zeidler, rakouský chemik (* 29. srpna 1850)
- 1930 – Władysław Dulęba, polský politik (* 1851)
- 1939 – Johann Franz, horský vůdce v Tatrách (* 28. ledna 1863)
- 1940 – Arthur Harden, britský biochemik (* 12. října 1865)
- 1953 – George Edalji, nespravedlivě odsouzený britský advokát (* březen 1876)
- 1955 – Robert Reininger, rakouský filozof (* 28. září 1869)
- 1963 – Richard Baer, velitel koncentračního tábora Auschwitz I (* 9. září 1911)
- 1981 – Jiří Štokman, voják a příslušník výsadku Clay (* 17. dubna 1920)
- 1983 – Miron Białoszewski, polský básník (* 30. června 1922)
- 1985 – Kirill Semjonovič Moskalenko, sovětský vojevůdce (* 11. května 1902)
- 1989 – Stanley Griggs, americký astronaut (* 7. září 1937)
- 1994
  - Branko Petranović, srbský právník a historik (* 31. října 1927)
  - Jean Borotra, francouzský tenista (* 13. srpna 1898)
- 1996 – Thomas Samuel Kuhn, americký filozof (* 18. července 1922)
- 2001 – Donald J. Cram, americký chemik, Nobelova cena za chemii 1987 (* 22. dubna 1919)
- 2002
  - Willie Davenport, americký atlet, olympijský vítěz v běhu na 110 metrů překážek (* 8. června 1943)
  - Zora Kolínska, slovenská zpěvačka, herečka, moderátorka a podnikatelka (* 27. července 1941)
  - Fritz Walter, německý fotbalista (* 31. října 1920)
- 2004
  - Jacek Kuroń, polský publicista, disident a politik (* 3. března 1934)
  - Sara Lidmanová, švédská spisovatelka (* 30. prosince 1923)
- 2005 – Keith Morris, anglický fotograf (* 15. srpna 1938)
- 2008 – Dušan Kuzma, slovenský architekt (* 17. března 1927)
- 2009 – Ralf Dahrendorf, německo-britský sociolog, politolog, filosof a politik (* 1. května 1929)
- 2012 – Brian Hibbard, velšský zpěvák a herec (* 26. listopadu 1946)
- 2014
  - John McClure, americký hudební producent (* 28. června 1929)
  - Ivan Balaďa, slovenský filmový a televizní režisér a scenárista (* 1. ledna 1936)
- 2015
  - Süleyman Demirel, prezident Turecké republiky (* 1. listopadu 1924)
  - Ron Clarke, australský atlet, běžec na dlouhých tratích (* 21. února 1937)
- 2019 – Muhammad Mursí, bývalý prezident Egypta (* 20. srpna 1951)
- 2020 – Marlene Ahrensová, chilská atletka, oštěpařka (* 27. července 1933)
- 2021 – Kenneth Kaunda, první prezident Zambie (* 28. dubna 1924)

## Svátky

### Česko
- Adolf, Adolfa, Adolfína
- Adin, Adina
- Manuel, Sabel, Ismael

### Svět
- Světový den boje proti suchu a rozšiřování pouští
- Island: Den nezávislosti, na Dánsku (1944)
- Salvador, Guatemala: Día del Padre (Den otců)
- Litva: Den sovětské okupace

### Liturgický kalendář
- Sv. Řehoř z Barbariga
- sv. Alžběta za Schönau

| 17. červen v pražském KlementinuÚdaje jsou platné k 29. 4. 2025. | 17. červen v pražském KlementinuÚdaje jsou platné k 29. 4. 2025. | 17. červen v pražském KlementinuÚdaje jsou platné k 29. 4. 2025. |
| minimum                                                          | denní průměr                                                     | maximum                                                          |
| ---------------------------------------------------------------- | ---------------------------------------------------------------- | ---------------------------------------------------------------- |
| 7,0 °C (1916)                                                    | 18,0 °C (od 1961)                                                | 33,2 °C (2021)                                                   |